# Lavaojos

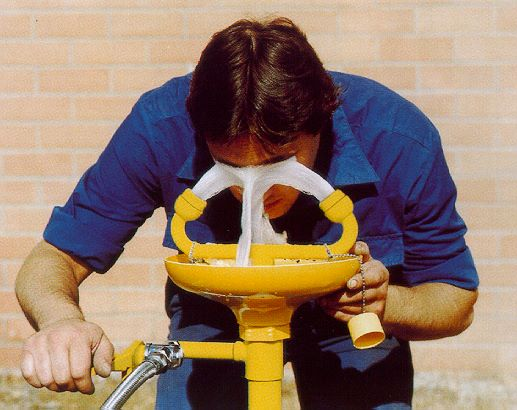
Usando una fuente lavaojos, con accionador de mano.

Un lavaojos, también llamado lavador de ojos o lavaojos de emergencia es 
un dispositivo de seguridad que forma parte del equipamiento de laboratorio, destinado a proteger los ojos de una persona tras un accidente en el que hayan podido penetrar materiales contaminados o sustancias extrañas.

## Fuentes lavaojos

Símbolo informativo de la localización de la fuente lavaojos.

## Líquidos lavaojos

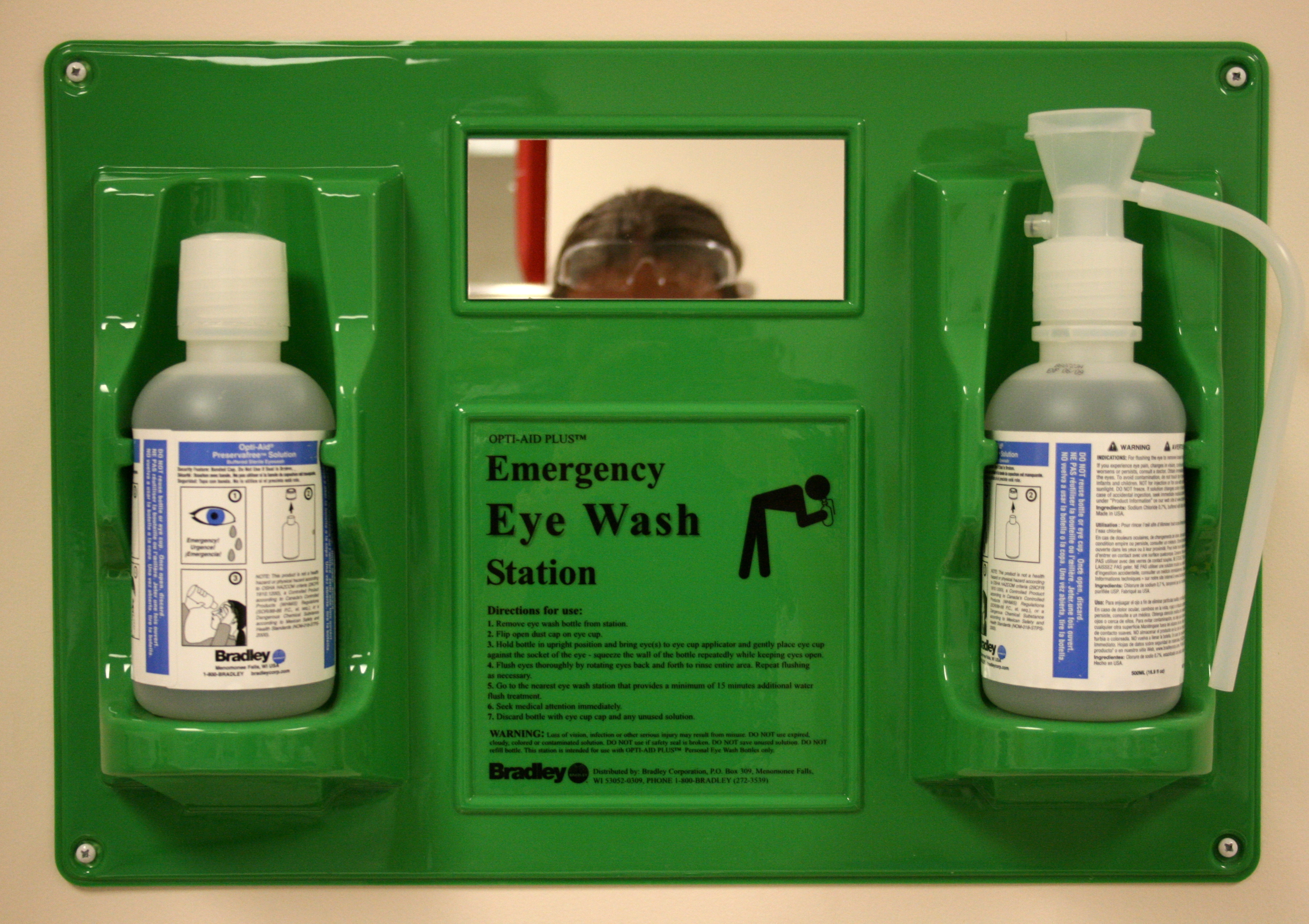
Maletín de lavado de ojos en un laboratorio.